# Festival di San Sebastián 1964
La 12ª edizione del Festival internazionale del cinema di San Sebastián si è svolta a San Sebastián dal 5 al 14 giugno 1964.

## Selezione ufficiale

### Concorso
- Il ribelle dell'Anatolia (America America), regia di Elia Kazan
- L'eredità della zia d'America (Das Haus in Montevideo), regia di Helmut Käutner
- Dva voskresenya, regia di Vladimir Shredel
- El octavo infierno, regia di René Mugica
- Ich dzien powszedni, regia di Aleksander Scibor-Rylski
- Il maestro di Vigevano, regia di Elio Petri
- L'uomo in nero (Judex), regia di Georges Franju
- Kizudarake no sanga, regia di Satsuo Yamamoto
- La boda, regia di Lucas Demare
- La corruzione, regia di Mauro Bolognini
- Zia Tula (La tía Tula), regia di Miguel Picazo
- Les aventures de Salavin, regia di Pierre Granier-Deferre
- Limonádový Joe aneb Konská opera, regia di Oldřich Lipský
- Ventimila sterline per Amanda (Seance on a Wet Afternoon), regia di Bryan Forbes
- La notte dell'iguana (The Night of the Iguana), regia di John Huston
- Tres cuentos colombianos, regia di Julio Luzardo e Alberto Mejía Estrada
- La donna di paglia (Woman of Straw), regia di Basil Dearden

### Fuori concorso
- Becket e il suo re (Becket), regia di Peter Glenville

## Premi
- Concha de Oro: Il ribelle dell'Anatolia (America America), regia di Elia Kazan
- Concha de Plata al miglior regista: Miguel Picazo, per Zia Tula (La tía Tula)
- Concha de Plata alla migliore attrice: Ava Gardner, per La notte dell'iguana (The Night of the Iguana)
- Concha de Plata al miglior attore: Richard Attenborough per Ventimila sterline per Amanda (Seance on a Wet Afternoon) e Maurice Biraud per Les aventures de Salavin